# Краснобаева, Татьяна Владимировна
Татьяна Владимировна Краснобаева (25 января1979 года, Первоуральск, Свердловская область) — Мастер спорта России (1996), Мастер спорта России международного класса (2000) по тхэквондо ВТФ (Первоуральской, Профсоюзы, «Динур»).

## Биография
Татьяна Владимировна спортом начала заниматься в 1993 году в секции тхэквондо коллектива физкультуры «Динур» под руководством тренера-преподавателя Валерия Ивановича Воробьёва. За время учебы в школе становилась победительницей первенства России среди юниоров (1996), бронзовым призером первенства России и СНГ среди юниоров (1995). С 1995 года член сборных команд России по тхэквондо.
После окончания школы поступила на факультет физвоспитания Уральского государственного педагогического института. Продолжала заниматься спортом. С 3 курса института начала тренерско-преподавательскую практику. С 2003 года, окончив институт, работает в родном коллективе физкультуры в бригаде со своим первым тренером Валерием Воробьёвым. Воспитанники Татьяны Владимировны принимают участие в городских и областных соревнованиях.

## Спортивные достижения
- Бронзовый призёр первенства России и СНГ среди юниоров (1995)[1]

- Победитель первенства России среди юниоров 1996 года[1]

- Участница первенства Европы (Хорватия, г. Загреб) 1996 год, (Греция, г. Патры) 1997 год[4]

- Участник чемпионата Мира среди юниоров 1997 года[1]

- Участница первенства Мира (Испания, г. Барселона) 1996 год[4]

- Серебряный призёр международного турнира «Олимпийские надежды» 1997 года[1]

- Чемпионка России среди студентов (1999)[4]

- Бронзовый призёр чемпионата Мира среди студентов (Тайвань, г. Каошинг) 2000 год[4]

- Член сборных команд России (юниоры, взрослые) (1995—2000)[4]

- Участница Кубка мира (Япония, г. Токио) (2002)[4]

- Кандидат в олимпийскую сборную страны (1998), (2003)[4]